# Укал
Укал — село в Тляратинском районе Дагестана. Входит в состав сельского поселения сельсовет Тляратинский.

## География
Расположено в 1,5 км к северу от районного центра — села Тлярата, на левом берегу реки Джурмут 

## Илюстрации

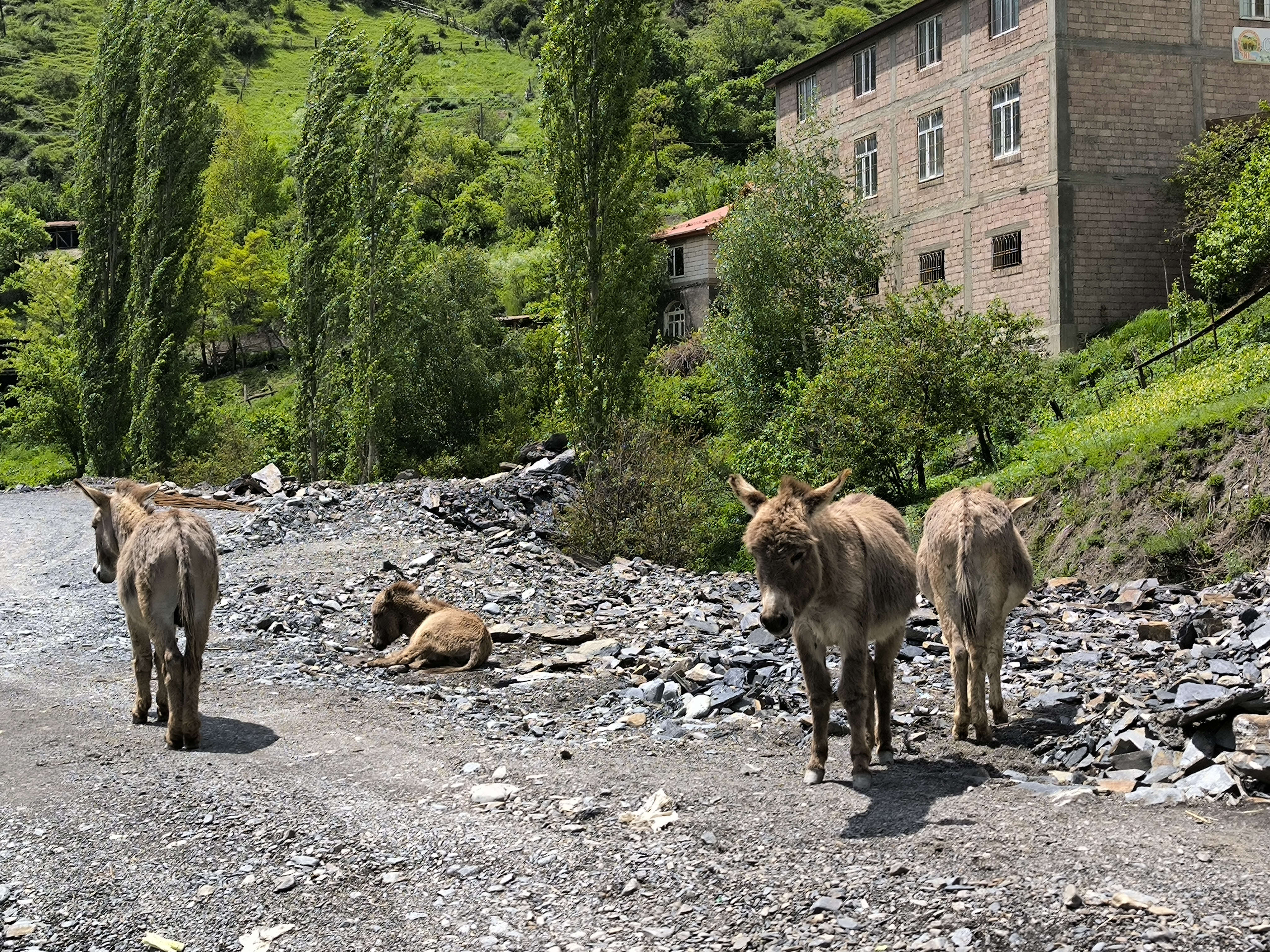
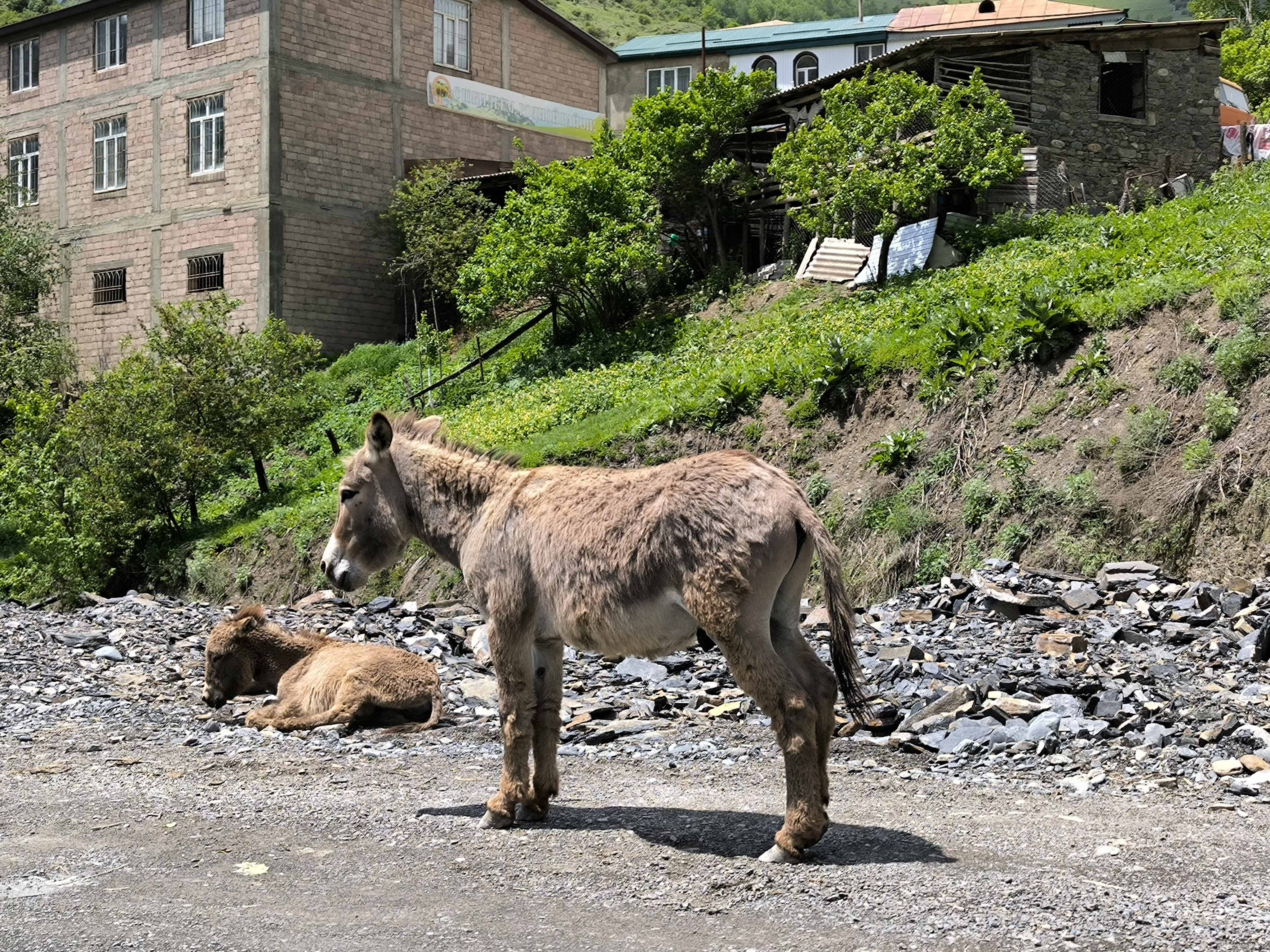

## Население
| 1869 | 1888 | 1895 | 1926 | 1939 | 1970 | 1989 |
| ---- | ---- | ---- | ---- | ---- | ---- | ---- |
| 112  | ↗136 | ↘132 | ↘96  | ↗224 | ↗370 | ↗437 |
| 2002 | 2010 | 2021 |      |      |      |      |
| ↘426 | ↗481 | ↗486 |      |      |      |      |